# Edward Canfor-Dumas
Edward Canfor-Dumas (* 1957) ist ein Romanautor und ein preisgekrönter TV-Drehbuchautor – und ein Spezialist für Konfliktmanagement.

## Leben und Karriere
Nachdem er ein Stipendium an der Latymer Upper School in Hammersmith erhalten hatte, las er Englische Literatur an  der New College in Oxford. Bald danach fing er an, Drehbücher für Fernsehserien wie The Bill und Kavanagh QC zu schreiben. Sein erstes großes Spielfilmprogramm war Tough Love, ein Drama über Polizeikorruption mit Ray Winstone. Dann schrieb er das Drama für den BBC-Dokumentarfilm Pompeii: Der letzte Tag (2003), der für eine BAFTA nominiert wurde. Nach diesem Film folgte 2005 der Katastrophenfilm Supervulkan.
Im selben Jahr hat er angefangen, Romane zu schreiben, indem er mit der erfolgreichen modernen Geschichte The Buddha, Geoff and Me, schrieb. die einen zweiten Teil 2014 bekam mit Bodhisattva Blues. Edward ist praktizierender Buddhist und beide Bücher haben buddhistische Themen.
2006 übernahm Edward eine Rolle beim Aufbau der Allparteien-Parlamentariergruppe für Konfliktfragen, die im Februar 2007 ins Leben gerufen wurde, und 2011 war er Mitbegründer von Engi, ein Sozialunternehmen, das mit der Privatwirtschaft, der Zivilgesellschaft, der Regierung und dem Militär zusammenarbeitet, um Konflikte zu bewältigen und Gewalt zu reduzieren. Derzeit leitet er ein multinationales Projekt – Understand to Prevent –, das die Möglichkeit einer erweiterten Rolle des Militärs bei der Prävention von gewalttätigen Konflikten untersucht, und ist kürzlich dem Strategieforum des britischen Verteidigungsstabchefs beigetreten.
Er lebt mit seiner Frau Coralyn in Hertfordshire in der Nähe von London und hat einen Sohn und eine Tochter, Alexander und Emily.

## Filmografie (Auswahl)

### Filme
- 2003: Pompeji – Der letzte Tag
- 2005: Supervulkan
- 2007: Superstorm – Hurrikan außer Kontrolle

### Serien
- 1991–1998: The Bill (21 Folgen)
- 1997–1998: Kavanagh QC  (2 Folgen)